# 珍·利維
珍·利維（英語：Jen Lewin；1974年5月9日—）是美国新媒體互動藝術家，在紐約市有一家工作室，專門從事公共空間的大型設施，通常結合光、聲音和複雜工程等元素。利維在茂宜島長大，在科羅拉多大學波德分校獲得建築學和電腦輔助設計學士學位，後來獲得她又獲得互動設計碩士學位。利維最著名的藝術作品「池」於2008年面世，以多個LED照明平台，根據觀眾與系統的互動引起的壓力和速度變化改變顏色，已經在新加坡、悉尼、丹佛、蒙特利爾和香港展出。珍·利維曾獲Architizer A+ Award嘉獎。